# Ігор (Возьняк)
І́гор Во́зьняк ЧНІ (нар. 3 серпня 1952, с. Липиці Миколаївського району) — архієпископ Львівський Української греко-католицької церкви з 2005 року, Митрополит Львівський з 2011 року.

## Біографія
Народився 3 серпня 1952 р. в селі Липиці Миколаївського району Львівської області (нині Україна) в родині вчителя.
У 1959—1969 рр. навчався і закінчив середню школу. Після здобуття технічної освіти (1970, Дрогобицький технікум) був скерований на роботу до м. Нікополь, де короткий час працював на заводі. У 1970—1972 рр. проходив строкову службу в лавах Радянської армії (у Казахстані).
У 1973 р. вступив до монастиря Чину Найсвятішого Ізбавителя, 1974 р. розпочав новіціят. 1975-го склав перші обіти, також у підпільній семінарії у Львові розпочав вивчати філософію та богослов'я. На пропозицію настоятеля 1977 р. переїхав до Вінниці, де продовжував навчання, яке закінчив 1980 року. В листопаді 1980 року прийняв тайну священства, вічні обіти склав 2 липня 1981 р. Працював при Римо-католицькій церкві, що давало можливість нелегально допомагати місцевому священникові уділяти вірним різні тайни, зокрема сповідати.
У 1989-1990 рр. душпастирював у Катедральному соборі Непорочного Зачаття Пресвятої Богородиці в Тернополі. 29 квітня 1990 р. — разом з іншими священниками вперше в Тернополі освячує на Театральному майдані національний прапор України.
У 1990—1996 рр. був протоігуменом ЧНІ. У 2001 р. навчався на курсах форматорів (вихователів ченців) у Римі. Закінчивши їх, у серпні 2001 року був призначений помічником вихователя ораторів-семінаристів у семінарії Отців Редемптористів у Польщі.
За рішенням Синоду Єпископів УГКЦ став єпископом-помічником Львівської архиєпархії. Єпископська хіротонія відбулася 17 лютого 2002 р. у Львові. У зв'язку з перенесенням осідку Глави УГКЦ до Києва та згідно з рішенням Синоду Єпископів 5—12 жовтня 2004 р. обраний Архієпископом Львівської архиєпархії. Чин введення на престол відбувся 10 листопада 2005 р.
У зв'язку зі зреченням з уряду Верховного Архієпископа Української Греко-Католицької Церкви Блаженнішого Любомира (Гузара), архієпископ Львівський Ігор (Возьняк) згідно з канонічним правом був Адміністратором УГКЦ з 10 лютого до 27 березня 2011 р..

## Нагороди
- Орден «За заслуги» ІІІ ступеня (29 липня 2015) — за значний особистий внесок у духовне збагачення українського народу, багаторічну культурно-просвітницьку діяльність[6][7].